# Камбоджа на літніх Олімпійських іграх 1956
Камбоджа брала участь в Олімпійських іграх 1956 року в Мельбурні (Австралія) вперше за свою історію. Жодної медалі не завоювала.